# 99.9F°
99.9F° (1992) è il quarto album della cantautrice Suzanne Vega, pubblicato nel 1992.

## Descrizione
L'album soggetto a diverse contaminazioni, è un mix di rock, musica folk e musica industriale in cui canzoni molto brevi e solitamente dotate di una atmosfera piuttosto leggera e vivace seguono bene o male lo stile classico della cantante.
La comparsa di musica elettronica come nella vivace Fat Man & Dancing Girls è comunque solo una parentesi poiché l'intero lavoro, a parte distorsioni e altri campionamenti, rimane comunque basato sull'intensità delle chitarre e la voce sottile della cantante. Canzoni particolarmente veloci come Blood Makes Noise (il cui dinamismo la fa assomigliare a uno scioglilingua) lasciano il posto a tracce più drammatiche come Blood Sings o Private Goes Public (questa presente solo nella versione europea).
Alcune canzoni, come per gli altri lavori, si rifanno alla mitologia o a temi particolari. La prima traccia Rock in this pocket (Song of David) è una traccia che prende spunto dalla vicenda di Davide e Golia ed è cantata dal punto di vista di Davide, mentre 99.9F°, canzone che dà il titolo all'album, come spiega la stessa Suzanne sta a indicare una certa temperatura corporea in cui non si è né nella normalità né in stato febbricitante (...0n the verge of burning).

## Tracce
1. Rock in this pocket (Song of David) – 3:31
2. Blood Makes Noise – 2:28
3. In Liverpool – 4:41
4. 99.9F° – 4:41
5. Blood Sings – 3:16
6. Fat Man & Dancing Girl – 2:19
7. (If you were) In my movie – 3:06
8. As a child – 2:55
9. Bad Wisdom – 3:24
10. When heroes go down – 1:55
11. As girls go – 3:27
12. Song of Sand – 3:29
13. Private Goes Public – 1:56